# Toury
Toury é uma comuna francesa na região administrativa do Centro, no departamento de Eure-et-Loir. Estende-se por uma área de 18,72 km². Em 2010 a comuna tinha 2 619 habitantes (densidade: 139,9 hab./km²).